# Korem
Korem (également appelée Quoram Vecchia et Kworam) est une ville du nord de l'Éthiopie, située dans la zone Debubawi du Tigré. Elle se trouve à 12° 30′ N, 39° 31′ E et à 2 539 mètres d'altitude.